# Liste der deutschen Kfz-Kennzeichen, die nicht mehr ausgegeben werden

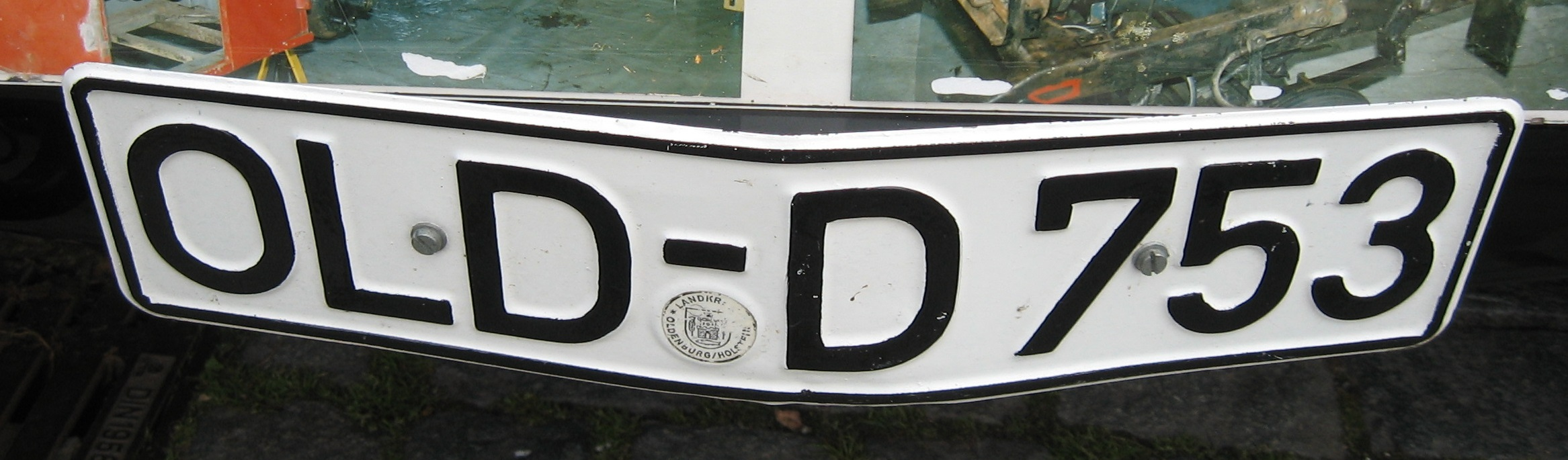
Ein aufgehobenes Kennzeichen: OLD des früheren Kreises Oldenburg in Holstein

Diese Liste der deutschen Kfz-Kennzeichen, die nicht mehr ausgegeben werden, führt alle Unterscheidungszeichen der Bundesrepublik Deutschland auf, die ab dem 1. Juli 1956 eingeführt wurden, aber generell oder in den angegebenen Zulassungsbezirken nicht mehr zugeteilt werden und daher auslaufen oder schon ausgelaufen sind.
Die Unterscheidungszeichen entsprechen weitgehend denen, die rechtlich gesehen als aufgehoben im Sinne von § 8 Abs. 2 der Fahrzeug-Zulassungsverordnung gelten.
Die meisten Zeichen werden deshalb nicht mehr zugeteilt, weil der betreffende Zulassungsbezirk im Zuge einer Gebietsreform aufgelöst wurde. Einige Zeichen wurden aber auch durch neue Zeichen ersetzt, weil sich das Zeichen heute vom Namen des Kreises ableitet, während es zuvor von der Kreisstadt abgeleitet wurde.
Für Kennzeichen des Deutschen Reichs und der Bundesrepublik Deutschland vor 1956 sowie der DDR siehe Liste der deutschen Kfz-Kennzeichen (historisch), für geplante Kennzeichen der Bundesrepublik für eine mögliche Wiedervereinigung in den Grenzen von 1937 siehe Ostzonenverzeichnis der deutschen Kfz-Kennzeichen.

## Hinweise
- Unterscheidungszeichen, die auslaufend waren, aber im Rahmen der Kennzeichenliberalisierung mindestens in einem Zulassungsbezirk ausgegeben werden, sind in Kursivschrift angegeben.
- Unterscheidungszeichen, die mindestens in einem Zulassungsbezirk gültig sind, nicht aber in den aufgeführten anderen Zulassungsbezirken, sind in Normalschrift angegeben.
- Unterscheidungszeichen, die derzeit in keinem Zulassungsbezirk ausgegeben werden, sind in Fettschrift angegeben.

Die Fußnoten verweisen auf den Grund, warum das jeweilige Unterscheidungszeichen in den angegebenen Zulassungsbezirken nicht gültig ist.

## A
A    Augsburg (AIC, FDB) 1
AA   Ostalbkreis (SHA, BK, CR) 1
AIC   Aichach (DAH) 1
AL Altena (LÜD, ab 1975 LS, seit 1979 MK) 1
ALF Alfeld (HOL) 2
ALS Alsfeld, seit 1972 Vogelsbergkreis 3 (VB) 1 / (GI) 2
AM   Amberg / Amberg-Sulzbach (AS, BUL, ESB, NAB, SUL) 1
AN   Ansbach (NEA, SEF, UFF) 1
AR Arnsberg (MES, seit 1979 HSK) 1 / (SO, LP) 4
ARN Arnstadt (GTH / SHL) 2
ART Artern (SÖM) 2
ASD Aschendorf → Aschendorf-Hümmling (EL) 1 / (CLP) 2
ASL Aschersleben (HZ, HBS, QLB, WR) 2
AT Altentreptow (VG, ANK, GW, PW, SBG, UEM, WLG) 1
AUR   Aurich (Ostfriesland) (LER) 2
AW   Ahrweiler (DAU) 2
AZ   Alzey (MZ, BIN) 2
AZE Anhalt-Zerbst (DE, RSL / JL, BRG, GNT) 1

## B
BA   Bamberg (ERH, HÖS / FO, EBS, PEG / HAS, EBN, GEO, HOH / KT) 1
BAR   Barnim (MOL, FRW, SEE, SRB) 2
BB   Böblingen (ES, NT) 2
BC   Biberach (RV, SLG, ÜB, WG / UL) 2
BCH Buchen (HN / KÜN, ÖHR / TBB, MGH) 1
BE Beckum (GT / HAM / SO, LP) 1
BEI Beilngries (EIH, seit 1979 EI) 1 / (NM, PAR) 1
BEL Belzig (PM) 1
BG Bundesgrenzschutz (BP)
BH Bühl (BAD) 1
BI   Bielefeld (GT) 2
BID Biedenkopf (LDK, DIL, WZ) 2
BIN Bingen (KH) 2
BIR   Birkenfeld (KH / KUS / TR, SAB) 2
BIW Bischofswerda (PIR, DW, FTL, SEB) 2
BK (1956) Backnang (LB, VAI / AA, GD) 1
BKS Bernkastel (BIR / SIM, GOA) 2
BLB   Berleburg → Wittgenstein (HSK) 1
BM   Bergheim (DN, JÜL, MON, SLE) 2
BN   Bonn (BM / NE, GV / SU) 2
BÖ Bördekreis (MD) 2
BOG Bogen (DEG) 1
BOR   Borken (WES, DIN, MO) 2
BOT   Bottrop (RE, CAS, GLA) 2
BP (1956) Deutsche Bundespost 6
BRB   Brandenburg (PM) 2
BRI Brilon (MES, seit 1979 HSK) 1
BRL Blankenburg (GÖ, DUD, HMÜ, OHA) 2
BS   Braunschweig (HE / PE / WF / VER) 2
BSB Bersenbrück (VEC) 2
BSK Beeskow (LDS, KW, LC, LN) 2
BU Burgdorf (H 7) 1 / (PE) 2
BÜD Büdingen (MKK, HU, GN, SLÜ / VB) 2
BUL Burglengenfeld (R) 1
BÜR Büren (HSK / SO, LP) 1
BZA Bergzabern (LD, seit 1979 SÜW) 1 / (PS, ZW) 1

## C
C   Chemnitz (ERZ, ANA, ASZ, AU, MAB, MEK, STL, SZB, ZP / FG, BED, DL, FLÖ, HC, MW, RL / Z, GC, HOT, WDA) 2
CB   Cottbus (SPN, FOR, GUB, SPB) 2
CE   Celle (GF) 2
CLZ   Clausthal-Zellerfeld → Zellerfeld (GÖ, DUD, HMÜ, OHA) 2
CLP  Cloppenburg (LER) 2
CO   Coburg (KC, SAN / LIF, STE) 1
COC   Cochem-Zell (SIM, GOA) 2
COE   Coesfeld (BOR, AH, BOH) 2
CR Crailsheim (AA, GD / KÜN, ÖHR) 1

## D
D   Düsseldorf (E / ME / W) 2
DAH   Dachau (FS) 1
DAN   Dannenberg → Lüchow-Dannenberg (UE) 2
DB Deutsche Bundesbahn
DD   Dresden (BZ, BIW, HY, KM / MEI, GRH, RG, RIE / PIR, DW, FTL, SEB) 2
DGF   Dingolfing-Landau (SR, BOG, MAL) 1
DI Dieburg (ERB / OF) 2
DIN Dinslaken (DU / RE, CAS, GLA) 1
DLG   Dillingen (DON, NÖ) 1
DM Demmin (VG, ANK, GW, PW, SBG, UEM, WLG, (HGW)) 1
DN   Düren (AC, MON / EU, SLE) 2
DON   Donauwörth (A, SMÜ, WER / EI / ND, SOB / WUG, GUN) 1
DS Donaueschingen (FR, MÜL, NEU / KN, STO (BÜS) / TUT) 1
DT Detmold, ab 1973 Lippe (LIP) 1 / (HX) 4
DUD Duderstadt (NOM, EIN, GAN) 2
DÜW   Bad Dürkheim (NW) 2

## E
EBN Ebern (BA / CO, NEC) 1
EBS Ebermannstadt (BA) 1
ECK Eckernförde (KI / SL) 2
ED   Erding (FS) 1
EF   Erfurt (GTH / IK, ARN, IL / SÖM) 2
EG Eggenfelden (DGF, LAN / PA) 1
EHI Ehingen (UL) 1 / (BC) 1
EIH kreisfreie Stadt Eichstätt und Landkreis Eichstätt (EI) 1
EN   Ennepe-Ruhr (E / HA / W) 2
ER   Erlangen / Erlangen-Höchstadt (BA / ERH, HÖS) 1
ERK Erkelenz (VIE, KK) 1
ESA Eisenach (WAK, EA, SLZ) 1
EU   Euskirchen (SU) 2
EUT Eutin (OH) 1 / (HL) 2
EW Eberswalde (UM, ANG, PZ, SDT, TP) 2

## F
FAL Fallingbostel, ab 1977 Soltau-Fallingbostel (SFA, seit 2011 HK) 1 / (ROW, BRV / VER) 2
FB   Friedberg (F / MKK, HU, GN, SLÜ) 2
FD   Fulda (VB) 2
FDB Friedberg (DAH) 1
FDS   Freudenstadt (CW / RW) 2
FEU Feuchtwangen (AN) 1
FFB   Fürstenfeldbruck (AIC, FDB / DAH / LL) 1
FH Frankfurt-Höchst → Main-Taunus-Kreis (MTK) 1 / (HG, USI / RÜD, SWA / WI) 2
FL   Flensburg (SL) 2
FLÖ Flöha (ERZ, ANA, ASZ, AU, MAB, MEK, STL, SZB, ZP) 2
FO   Forchheim (ERH, HÖS / LAU, ESB, HEB, N, PEG) 1
FR   Freiburg / Breisgau-Hochschwarzwald (EM) 2
FRI   Friesland (WTM) 2
FRW Bad Freienwalde (BAR, BER, EW) 2
FS   Freising (LA, MAI, MAL, ROL, VIB) 1
FT   Frankenthal (DÜW / RP) 1
FTL Freital (MEI, GRH, RG, RIE) 2
FÜ   Fürth (N) 1
FW Fürstenwalde (LDS, KW, LC, LN / MOL, FRW, SEE, SRB) 2
FZ Fritzlar-Homberg (HEF, ROF) 2

## G
G   Gera (GRZ, ZR) 2
GAN Gandersheim (GS, BRL, CLZ / GÖ, DUD, HMÜ, OHA / HI, ALF / HOL) 2
GC Glauchau / Chemnitzer Land (C) 2
GD Schwäbisch Gmünd (GP / WN, BK) 1
GEM Gemünden am Main (KAR, seit 1979 MSP) 1
GEO Gerolzhofen (WÜ, OCH / KT) 1
GER   Germersheim (SÜW) 2
GF   Gifhorn (BS / HE / PE / WOB) 2
GHA Geithain (FG, BED, DL, FLÖ, HC, MW, RL) 2
GHC Gräfenhainichen (ABI, AZE, BTF, KÖT, ZE / DE, RSL) 2
GI   Gießen (LDK, DIL, WZ / FB, BÜD) 2
GK Geilenkirchen-Heinsberg (AC, MON) 1
GL   Gladbach → Rheinisch-Bergischer Kreis (K / GM) 2
GLA Gladbeck (BOT) 1
GM   Gummersbach → Oberbergischer Kreis (GL) 2
GN Gelnhausen (VB / FB, BÜD) 2
GÖ   Göttingen (NOM, EIN, GAN) 2
GOA Sankt Goar (MZ, BIN / MYK, MY) 2
GRI Griesbach im Rottal (PA) 1
GRS Gransee (OHV) 1 / (OPR, KY, NP, WK) 2
GRZ Greiz (V, AE, OVL, PL, RC) 2
GUN Gunzenhausen (AN, DKB, FEU, ROT / DON, NÖ / RH, HIP) 1
GV Grevenbroich (MG) 1

## H
HAB Hammelburg (SW, GEO) 1
HCH Hechingen (RT / RW) 1
HE   Helmstedt (GF / WOB) 2
HG   Bad Homburg (F) 2
HGN Hagenow (LG) 2
HI   Hildesheim (H) 2
HIP Hilpoltstein (EI / NM, PAR / WUG, GUN) 1
HM   Hameln (HI, ALF / HOL) 2
HN   Heilbronn (LB, VAI) 2
HOH Hofheim i.UFr. (KG, BRK, HAB / SW, GEO) 1
HOL   Holzminden (HM / HI, ALF) 2
HOM   Homburg (IGB) 1
HOR Horb (CW / RW / TÜ) 1
HÖS Höchstadt a.d.Aisch (BA / ER) 1
HP   Heppenheim (ERB) 2
HS   Heinsberg (VIE, KK) 2
HST   Stralsund (VR, GMN, NVP, RDG, RÜG, (HST)) 1
HU   Hanau (FB, BÜD / F) 2
HÜN Hünfeld (FD) 1 / (HEF, ROF) 2
HUS Husum (NF) 1
HW Halle (Westfalen) (GT) 1 / (BI) 4
HY Hoyerswerda (GR, LÖB, NOL, NY, WSW, ZI) 2
HZ (1991) Herzberg (EE) 6 / (TF) 2

## I
IGB   Sankt Ingbert (HOM, (IGB)) 1
IK   Ilm-Kreis (SHL) 2
IL Ilmenau (SHL) 2
ILL Illertissen (MN) 1
IN   Ingolstadt (EI / PAF) 1
IS kreisfreie Stadt Iserlohn und Kreis Iserlohn (LS, seit 1979 MK) 1 / (DO / HA / SO, LP / UN, LH, LÜN) 4

## J
J  Jena (SHK, EIS, SRO / AP, APD) 2
JB Jüterbog (PM) 2
JEV Jever → Landkreis Friesland (FRI) 1 / (WST / WHV) 2
JÜL Jülich (AC, MON) 1

## K
K  Köln (BM) 2
KAR Karlstadt, ab 1974 Main-Spessart (MSP) 1 / (AB, ALZ / KG, BRK, HAB / SW, GEO / WÜ, OCH) 1
KC  Kronach (HO, MÜB, NAI, REH, SAN / LIF, STE) 1
KE  Kempten (OA) 1
KEH  Kelheim (R) 1
KEL Kehl (RA, BH) 1
KF  Kaufbeuren (LL / OAL, FÜS, MOD / MN) 1
KG  Kissingen (NES, KÖN, MET) 1
KH  Kreuznach (KUS / MZ, BIN) 2
KIB  Kirchheimbolanden (AZ / DÜW / KL) 2
KK Kempen-Krefeld (KR / NE, GV) 1
KL  Kaiserslautern (KUS) 1
KLZ Klötze (BK, BÖ, HDL, OC, OK, WMS, WZL) 2
KM Kamenz (DD / GR, LÖB, NOL, NY, WSW, ZI) 2
KN  Konstanz (VS) 2
KO  Koblenz (MYK, MY / SIM, GOA) 2
KÖZ Kötzting (REG, VIT) 1
KRU Krumbach (MN) 1
KT  Kitzingen (NEA, SEF, UFF / WÜ, OCH) 1
KU  Kulmbach (BT, EBS, ESB, KEM, MÜB, PEG / HO, MÜB, NAI, REH, SAN / KC, SAN) 1
KUS  Kusel (KH / KIB, ROK / KL) 1
KY Kyritz (PR) 2

## L
L (1977) kreisfreie Stadt Lahn und Lahn-Dill-Kreis (GI / LDK, DIL, WZ) 6
L (1991) Leipzig (FG, BED, DL, FLÖ, HC, MW, RL / TDO, DZ, EB, OZ, TG, TO) 2
LAN Landau a. d. Isar (DEG / SR, BOG, MAL) 1
LAT Lauterbach, ab 1972 Vogelsbergkreis 3 (VB) 1
LAU   Lauf a.d.Pegnitz (ERH, HÖS) 1
LBS Lobenstein (SLF, RU) 2
LC Luckau (TF) 2
LD   Landau in der Pfalz (NW / SÜW) 1
LE Lemgo (DT, seit 1990 LIP) 1
LEO Leonberg (PF / LB, VAI) 1
LER   Leer (EMD) 2
LG   Lüneburg (WL / DAN / UE) 2
LH Lüdinghausen (HAM / WAF, BE) 1
LIF   Lichtenfels (CO, NEC / KC, SAN) 1
LIN Lingen (EL) 1 / (NOH) 2
LL   Landsberg am Lech (FFB) 1
LÖB Löbau (BZ, BIW, HY, KM) 2
LOH Lohr am Main (KAR, seit 1979 MSP) 1 / (AB, ALZ) 1
LS Lüdenscheid → Märkischer Kreis (MK) 1
LSZ Langensalza (GTH / WAK, EA, SLZ / EIC, HIG, WBS) 2
LU   Ludwigshafen am Rhein (RP) 1
LÜD kreisfreie Stadt Lüdenscheid, ab 1969 Kreis Lüdenscheid (LS, seit 1979 MK) 1
LUK Luckenwalde (PM) 2
LWL Ludwigslust (PR) 2

## M
MA   Mannheim (HD) 2
MAB Marienberg (FG, BED, DL, FLÖ, HC, MW, RL) 2
MAI Mainburg (FS / PAF) 1
MAL Mallersdorf (DGF, LAN / R) 1
MAR Marktheidenfeld (KAR, seit 1979 MSP) 1 / (MIL, OBB / WÜ, OCH) 1
MC Malchin (VG, ANK, GW, PW, SBG, UEM, WLG, (HGW)) 1
MEG Melsungen (ESW, WIZ) 2
MEI   Meißen (DD / PIR, DW, FTL, SEB) 2
MEK Mittlerer Erzgebirgskreis (C) 2
MEP Meppen (EL) 1 / (CLP) 2
MES Meschede, ab 1975 Hochsauerlandkreis (HSK) 1 / (OE) 4
MGN Meiningen (HBN) 2
MHL Mühlhausen (EIC, HIG, WBS) 2
MI   Minden (HF) 2
MM   Memmingen (MN) 1
MN   Mindelheim (A, SMÜ, WER / MM) 1
MO Moers (DU / KLE, GEL) 1
MOD Marktoberdorf (WM, SOG) 1
MOS   Mosbach (HN / HD) 2
MR   Marburg (GI / KB, FKB, WA) 2
MS   Münster (COE, LH / ST, BF, TE / WAF, BE) 1
MT Montabaur → Unterwesterwaldkreis, ab 1974 Westerwaldkreis (WW) 1 / (MYK, MY / NR / EMS, DIZ, GOH) 2
MÜ   Mühldorf a.Inn (AÖ, LF / ED / TS, LF) 1
MÜL Müllheim (LÖ) 1
MÜN Münsingen (RT) 1 / (UL) 1
MW Mittweida (C) 2
MY Mayen (AW / DAU) 1
MZG   Merzig-Wadern (SLS) 1

## N
N   Nürnberg (FÜ) 1
NB   Neubrandenburg (MSE, AT, DM, MC, MST, MÜR, NZ, RM, WRN, (NB)) 1
ND   Neuburg a.d.Donau (AIC, FDB / A, SMÜ, WER / DON, NÖ) 1
NEA   Neustadt a.d.Aisch (AN, DKB, FEU, ROT / FÜ) 1
NEN Neunburg vorm Wald (CHA, KÖZ, ROD, WÜM) 1
NEU Neustadt im Schwarzwald → Hochschwarzwald (VS / WT) 1
NEW   Neustadt a.d.Waldnaab (AS, BUL, ESB, NAB, SUL / TIR, KEM / WEN) 1
NH (1956) kreisfreie Stadt Neustadt an der Haardt und Landkreis Neustadt an der Haardt 12 (NW) 6
NH (1991) Neuhaus (SLF, RU) 2
NI   Nienburg (DH, SY) 2
NIB Niebüll → Südtondern (NF) 1 / (SL) 2
NM   Neumarkt i.d.OPf. (AS, BUL, ESB, NAB, SUL) 1
NOM   Northeim (GÖ, DUD, HMÜ, OHA / HOL) 2
NOR Norden (EMD) 2
NRÜ Neustadt am Rübenberge (H 7) 1 / (NI) 2
NT Nürtingen (RT) 1
NU   Neu-Ulm (GZ, KRU / MN) 1
NW (1956-07) Neuwied 12 (NR) 6
NW (1956-08) Neustadt an der Weinstraße (DÜW / RP) 2

## O
OBB Obernburg am Main (AB, ALZ) 1
OBG Osterburg (SAW, GA, KLZ) 2
OC Oschersleben (MD) 2
OCH Ochsenfurt (KT) 1
OD   Oldesloe (SE) 2
OF   Offenbach (HU) 2
OHA Osterode am Harz (NOM, EIN, GAN) 2
ÖHR Öhringen (HN) 1
OL   Oldenburg (DEL) 2
OLD Oldenburg in Holstein (OH) 1
OP Opladen (ME / GL / GM / SG) 1
OR Oranienburg (OHV) 1
OS  Osnabrück (VEC) 2
OTT Otterndorf → Land Hadeln (CUX) 1
OTW Ottweiler (WND) 1
OVI Oberviechtach (CHA, KÖZ, ROD, WÜM) 1
OVP Ostvorpommern (VG, ANK, GW, PW, SBG, UEM, WLG, (HGW)) 8

## P
P   Potsdam (PM) 2
PAR Parsberg (AS, BUL, ESB, NAB, SUL / R) 1
PB   Paderborn (GT) 2
PE   Peine (GF) 2
PER Perleberg (PR) 1
PF   Pforzheim (KA) 2
PI   Pinneberg (SE) 2
PIR   Pirna (DD) 2
PK Pritzwalk (PR) 1 / (OPR, KY, NP, WK) 2
PLÖ   Plön (KI / NMS / RD, ECK) 2
PM   Potsdam-Mittelmark (BRB / HVL, NAU, RN / P) 2
PN Pößneck (SLF, RU) 2
PRÜ Prüm (DAU) 2
PS   Pirmasens (KL / PS) 2
PW Pasewalk (UM, ANG, PZ, SDT, TP) 2

## R
R   Regensburg (CHA, KÖZ, ROD, WÜM / SAD, BUL, NAB, NEN, OVI, ROD / SR, BOG, MAL) 1
RA   Rastatt (BAD / KA) 2
RD   Rendsburg (KI / NMS / ST) 2
RE   Recklinghausen (BOR, AH, BOH / BOT / WES, DIN, MO) 1
REG   Regen (CHA, KÖZ, ROD, WÜM) 1
RI Rinteln (HM) 2
RID Riedenburg (EI / NM, PAR) 1
RL Rochlitz (L, BNA, GHA, GRM, MTL, WUR) 2
ROD Roding (R) 1
ROF Rotenburg (Fulda) (HR, FZ, MEG, ZIG / ESW, WIZ) 2
ROH Rotenburg in Hannover (ROW) 9
ROK Rockenhausen (KH / KL) 2
ROL Rottenburg a.d.Laaber (R) 1
ROT Rothenburg ob der Tauber (NEA, SEF, UFF) 1
RSL Roßlau (ABI, AZE, BTF, KÖT, ZE / WB, GHC, JE) 2
RU Rudolstadt (SON, NH) 2
RW   Rottweil (FDS, HCH, HOR, WOL / VS / BL, HCH) 2
RWL Rheinland, Westfalen, Landesregierung und Landtag → Nordrhein-Westfalen, Landesregierung und Landtag (NRW)
RY kreisfreie Stadt Rheydt (MG) 1

## S
SÄK Säckingen (LÖ) 1
SB   Saarbrücken (HOM, (IGB) / IGB / VK) 1
SBG Strasburg (MSE, AT, DM, MC, MST, MÜR, NZ, RM, WRN, (NB) / UM, ANG, PZ, SDT, TP) 1
SBK Schönebeck (MD) 2
SC   Schwabach (AN, DKB, FEU, ROT / N / RH, HIP) 1
SCZ Schleiz (V, AE, OVL, PL, RC) 2
SDH Sondershausen (UH, LSZ, MHL) 2
SE   Segeberg (NMS) 2
SEF Scheinfeld (ERH, HÖS / KT) 1
SF Sonthofen, ab 1972 Oberallgäu (OA) 1 / (LI) 1
SFA Soltau-Fallingbostel (HK) 1
SHA   Schwäbisch Hall (HN / KÜN, ÖHR) 1
SHL   Suhl (HBN / IK, ARN, IL / SM, MGN) 2
SIG   Sigmaringen (BC / KN, (BÜS) / RV, SLG, ÜB, WG / RT / TUT / BL, HCH) 2
SIM   Simmern / Rhein-Hunsrück-Kreis (KH / WIL, BKS) 2
SL   Schleswig (NF) 2
SLF   Saalfeld (AP, APD / SON, NH) 2
SLG Saulgau (BC / RT) 1
SLS   Saarlouis (NK) 1
SLÜ Schlüchtern (FD / VB) 2
SLZ Salzungen (SM, MGN) 2
SN   Schwerin (LUP, HGN, LBZ, LWL, PCH, STB / NWM, GDB, GVM, WIS, (HWI)) 1
SNH Sinsheim (HD) 1 / (HN / KA) 1
SOB Schrobenhausen (AIC, FDB) 1
SOG Schongau (GAP / LL) 1
SÖM   Sömmerda (EF) 2
SOL Soltau (FAL, ab 1981 SFA, seit 2011 HK) 1
SP   Speyer (RP) 2
SPR Springe (H 7) 1 / (HM / HI, ALF) 2
ST (1956) Stade (STD) 6
STB Sternberg (NWM, GDB, GVM, WIS, (HWI)) 1
STE Staffelstein (BA / CO, NEC) 1
STH Stadthagen → Schaumburg-Lippe 1 (SHG, RI) / (MI) 1
STL Stollberg (C) 2
STO Stockach (TUT / BL, HCH) 1
SU   Siegburg (BN) 2
SWA  Bad Schwalbach → Untertaunuskreis (MTK) 2
SY   Syke → Grafschaft Hoya (NI / OL / VER) 2

## T
TIR   Tirschenreuth (WUN, MAK, REH, SEL) 1
TÖN Tönning → Eiderstedt (NF) 1
TR   Trier (WIL, BKS / BIR / BIT, PRÜ) 2
TÜ   Tübingen (RT) 2
TUT   Tuttlingen (VS) 2

## U
UE   Uelzen (DAN) 2
UER Uecker-Randow (VG, ANK, GW, PW, SBG, UEM, WLG, (HGW)) 8
UFF Uffenheim (KT) 1
UH   Unstrut-Hainich-Kreis (EIC, HIG, WBS) 2
UL   Ulm (GP) 2
UN   Unna (HAM / SO, LP) 1
USI Usingen (MTK / RÜD, SWA) 2

## V
VAI Vaihingen (PF / KA) 1
VIB Vilsbiburg (DGF, LAN) 1
VL Villingen (VS) 10 / (RW) 1
VOF Vilshofen (PA) 1 / (DEG) 1
VS   Villingen-Schwenningen / Schwarzwald-Baar-Kreis (RW) 2

## W
WA Waldeck (HR, FZ, MEG, ZIG) 2
WAF   Warendorf (GT) 2
WAK   Wartburgkreis (SM, MGN) 2
WD Wiedenbrück (GT) 1
WEB Westerburg → Oberwesterwaldkreis (MT, seit 1979 WW) 1 / (AK) 2
WEG Wegscheid (PA) 1
WEL Weilburg (LDK, DIL, WZ) 2
WEM Wesermünde (CUX) 1 / (OHZ) 2
WES   Wesel (BOR, AH, BOH / KLE, GEL) 1
WF   Wolfenbüttel (BS / PE / SZ) 2
WIL   Wittlich (BIT, PRÜ / TR, SAB) 2
WIZ Witzenhausen (KS, HOG, WOH) 2
WL   Winsen (Luhe) (LG / STD) 2
WM   Weilheim i.OB (TÖL, WOR / GAP) 1
WND   St. Wendel (MZG / NK) 1
WO   Worms (AZ 1 / MZ, BIN) 2
WOH Wolfhagen (KB, FKB, WA) 2
WOL Wolfach (RW) 1
WOR Wolfratshausen (MB) 1
WS Wasserburg am Inn (EBE / ED) 1
WT   Waldshut (FR) 2
WTM   Wittmund (AUR, NOR / FRI) 2
WÜ   Würzburg (KT) 1
WUG   Weißenburg i.Bay. (RH, HIP) 1
WZ   Wetzlar (GI / FB, BÜD) 2
WZL Wanzleben (MD) 2

## Z
ZE Zerbst (JL, BRG, GNT) 2
ZEL Zell (WIL, BKS) 2
ZIG Ziegenhain (MR, BID / VB) 2
ZR Zeulenroda (V, AE, OVL, PL, RC) 2
ZS Zossen (LDS, KW, LC, LN) 2
ZW   Zweibrücken (KL) 2

## Kfz-Kennzeichen der US-Streitkräfte in Deutschland
- Zu den ebenfalls nicht mehr zugeteilten Zeichen AD, AF, HK und SH siehe Kfz-Kennzeichen der US-Streitkräfte in Deutschland